# ودي بلدسو
ودي بلدسو (بالإنجليزية: Woody Bledsoe)‏ هو قسيس ورياضياتي ومهندس وعالم حاسوب أمريكي، ولد في 12 نوفمبر 1921 في مايسفيل في الولايات المتحدة، وتوفي في 4 أكتوبر 1995 في تكساس في الولايات المتحدة بسبب تصلب جانبي ضموري.